# Christoph Krönke
Christoph Krönke (* 1983 in Tettnang) ist ein deutscher Rechtswissenschaftler.

## Leben
Nach dem Abitur 2002 am Rupert-Neß-Gymnasium in Wangen im Allgäu studierte Christoph Krönke von 2003 bis 2009 Rechtswissenschaften an der Ruprecht-Karls-Universität Heidelberg und an der Ludwig-Maximilians-Universität München, das er im Jahr 2009 mit der Ersten Juristischen Staatsprüfung abschloss. Von 2009 bis 2012 war er Wissenschaftlicher Mitarbeiter bei Hans-Jürgen Papier in München und wurde im Jahr 2013 mit der Dissertation Die Verfahrensautonomie der Mitgliedstaaten der Europäischen Union zum Dr. jur. promoviert. Danach absolvierte er sein Referendariat (2012–2014) im OLG-Bezirk München mit Wahlstation im Kabinett des Präsidenten des Gerichtshofs der Europäischen Union (Vassilios Skouris) und legte 2014 die zweite juristische Staatsprüfung ab. Anschließend war er von 2015 bis 2020 Wissenschaftlicher Mitarbeiter bei Martin Burgi und wurde im Jahr 2020 mit der Schrift Öffentliches Digitalwirtschaftsrecht habilitiert. Er erhielt die Venia legendi für Öffentliches Recht, Europarecht, Internationales Wirtschaftsrecht, Verwaltungswissenschaft und Rechtstheorie. Von 2020 bis 2023 war Christoph Krönke Universitätsprofessor für Öffentliches Recht am Institut für Österreichisches und Europäisches Öffentliches Recht (IOER) an der Wirtschaftsuniversität Wien, wo er außerdem das neu gegründete Legal Tech Centre leitete. Zum März 2023 folgte er dem Ruf der Universität Bayreuth und übernahm dort den Lehrstuhl für Öffentliches Recht, Wirtschaftsverwaltungsrecht, Nachhaltigkeits- und Technologierecht (Öffentliches Recht I).
Seine Tätigkeitsschwerpunkte sind Staats-, Verwaltungs- und Europarecht, öffentliches Wirtschaftsrecht, Recht der Digitalisierung, insbesondere Recht der digitalen Wirtschaft und Verwaltungswissenschaft und Rechtstheorie.

## Schriften (Auswahl)
- mit Hans-Jürgen Papier: Sportwetten und Verfassungsrecht. Verfassungsmäßigkeit der Einführung eines Konzessionssystems für das Veranstalten von Sportwetten in Deutschland, Baden-Baden 2012, ISBN 3-8329-7643-4.
- Die Verfahrensautonomie der Mitgliedstaaten der Europäischen Union, Tübingen 2013, ISBN 3-16-152641-4.
- Governmental Paternalism, Baden-Baden 2018, ISBN 3-8487-4111-3.
- mit Hans-Jürgen Papier: Grundkurs Öffentliches Recht 1. Grundlagen, Staatsstrukturprinzipien, Staatsorgane und -funktionen, 3. Auflage, Heidelberg 2019, ISBN 3-8114-5865-5.
- mit Hans-Jürgen Papier: Grundkurs Öffentliches Recht 2. Grundrechte, 4. Auflage, Heidelberg 2020, ISBN 978-3-8114-5195-7.
- Öffentliches Digitalwirtschaftsrecht, Grundlagen – Herausforderungen und Konzepte – Perspektiven, Tübingen 2020, ISBN 978-3-16-159594-3.